# Saint Michel de Ouenzé
El Saint Michel de Ouenzé és un club congolès de futbol de la ciutat de Brazzaville.

## Palmarès
- Lliga de la República del Congo de futbol:[4]
  - 2003, 2010